# David J Russell
David John Russell (Birmingham, 2 mei 1954) is een professioneel golfer uit Engeland.

## Speler
Als amateur vertegenwoordigde hij zijn land van 1971-1973.

In 1973 werd hij professional, speelde hij op de Europese PGA Tour en eindigde twaalf keer in dertien jaar in de top-100 van de Europese rangorde. Zijn eerste overwinning kwam in 1985, mede waardoor hij op de 24ste plaats eindigde. Zijn tweede overwinning was in Lyon, waar hij in 72 holes geen enkele slag verloor en een eagle en 19 birdies maakte voor een score van -21. Dit was op de Europese Tour nog nooit voorgekomen. Dit record werd geëvenaard door Jesper Parnevik, die in 1995 de SAS Masters won.
Sinds hij vijftig jaar is speelt hij op de Europese Senior Tour. In zijn rookie-jaar bereikte hij de 8ste plaats op de Order of Merit. Hij is al tien keer op de tweede plaats geëindigd maar heeft nog geen overwinning gehaald. De laatste keer was in Bad Ragaz in 2007.
In 2006 was Russell door captain Ian Woosnam aangesteld tot assistent-captain tijdens de Ryder Cup, die toen op de K Club werd gespeeld.
Er speelden op de Europese Tour twee spelers met de naam David Russell. Ter onderscheid hebben ze beiden hun tweede initiaal in gebruik genomen. David A Russell was ook Engels en hij is drie jaar jonger dan DJ Russell, die door vrienden DJ wordt genoemd.
In 2012 won hij de Riviera Masters, het was zijn tweede overwinning op de Senior Tour. Met een laatste ronde van 65 (-7) kwam hij in de play-off tegen Tim Thelen, die hij pas op de derde extra hole versloeg.

## Gewonnen

### Europese PGA Tour
- 1985: Car Care Plan International
- 1992:  Lyon Open V33

### Europese Senior Tour
- 2010: PGA Seniors Championship
- 2012: Riviera Masters

### Teams
- Tournoi Perrier de Paris: 1994 met Peter Baker

## Raw Golf Course Design
In 1996 stopte Russell met het spelen op de tour. Samen met Ian Woosnam en golfbaanarchitect David Williams houdt Russell zich nu bezig met het ontwerpen en aanleggen van golfbanen. Alle drie hebben zij op de Europese Tour gespeeld, maar Williams is al twintig jaar golfbaanarchitect en werkte onder andere vijf jaar als consulent voor de Europese Tour. Ze werkten onder andere in 2007 op Downfield Golf Club om de bunkers te renoveren. Hij heeft ook twee 'links'-banen in Kedleston Park in Derby aangelegd.
De zoon van David, Chris Russell, is ook een golfprofessional, hij probeert playing pro te worden (2010).